# Bartol II. Averoldo
Bartolomej Averoldo (Brescia, Italija, oko 1430. – Venecija, prije 15. veljače 1503.), talijanski svećenik, splitski nadbiskup i metropolit (1479. – 1503.). Potječe iz plemićke obitelji.
Studirao je filozofske i teološke discipline u Bologni, nakon čega je stupio u benediktinski red i postao opat u Leni kod Brescije, gdje je redigirao statute rodnoga grada i osnovao akademiju Vertumnorum.
Proglašen je za splitskog nadbiskupa 1479. godine, no u Split je došao tek 1483. godine i nije se dugo zadržao. Većinom je boravio u Italiji, a nadbiuskupijom su upravljali vikari. Za vrijeme boravka u gradu sredinom 90-ih 15. stoljeća, zavadio se sa splitskim kaptolom koji ga je tužio Svetoj Stolici. Budući da je presuđeno u korist kaptola, uvrijeđeni se nadbiskup nije više htio vratiti u grad, unatoč pozivima.